# 川化股份
川化股份有限公司 （深交所：000155）是中国深圳证券交易所的一家上市公司，成立于1997年10月20日，业务范围包括： 肥料、基础化学原料的生产销售；生产食品添加剂；道路运输、一类机动车维修；化学试剂和助剂的生产销售；化学工业方面的科技开发；进出口业；商品批发与零售；仓储服务；工程机械租赁；塑料制品制造；货运代理；国内劳务派遣。公司总股本为47000万股（2009年）。
公司总部位于四川省成都市青白江区大弯镇团结路311号，法人代表为陈晓军。
2018年，川化股份有限公司更名为“四川省新能源动力股份有限公司”，主营业务增加风力发电和光伏发电，转型新型能源行业。